# Marcellino pane e vino (opera teatrale)
Marcellino pane e vino è la riduzione teatrale del film Marcellino pane e vino (1955) di Ladislao Vajda, la cui sceneggiatura originale, riadattata dal giornalista e drammaturgo don Raffaello Lavagna, serve come testo della pièce. Il dramma – un prologo e due tempi – è andato in scena in prima assoluta a Roma, il 2 aprile 1958, nel Ridotto del Teatro Eliseo, con la Compagnia teatrale per ragazzi, costituita da Jole Fierro, Carlo Lombardi, Loris Gizzi.
Il film di Vajda sarà adattato nel 1967 per il vinile in album disco, con le voci di Riccardo Paladini, Luigi Almirante, Silvio Noto, Roldano Lupi, Gabriella Armeni, una delle voci femminili del teatro radiofonico nazionale, e Claudio Capone.
Il rifacimento al cinema della celebre pellicola, diretto da Luigi Comencini, risale al 1991.

## Trama
La storia di un bambino orfano di madre e di padre che viene adottato dai frati di un convento e che fa amicizia con il Gesù crocifisso che prendera misteriosamente vita dopo che gli offrira pane e vino. 

## In TV
Il 25 aprile 1958, l'adattamento teatrale di Lavagna viene proposto in tv sul Programma nazionale per la tv dei ragazzi, la regia di Lino Girau e come interpreti l'attore bambino Massimo Giuliani, Carlo Lombardi, Loris Gizzi, Giulio Donnini, Raoul Donadoni. Le riprese erano di Stefano De Stefani.
La seconda edizione televisiva in onda su Rai 1, alle 17.20, a partire dal 16 dicembre 1977 in tre puntate (le altre due parti andarono in onda il 23 e il 30 s.m.), riprese la messinscena al Teatro Anfitrione di Roma. La regia televisiva era di Pietro Zardini.
Del cast facevano parte:
- Massimiliano Bertini, Marcellino
- Salvo Di Silvestre
- Pino Loreti
- Giuliano Carucci
- Maurizio Bellesio
- Francesco Guerra
- Alvaro Marignani
- Angela Carucci